# Anna Paulownapolder

Het wapen van het polderbestuur

De Anna Paulownapolder is een polder in de gemeente Hollands Kroon in de Nederlandse provincie Noord-Holland. De polder is ruim 5000 hectare en vormt een belangrijk tuinbouwgebied, met onder andere bloembollenteelt.
De polder is genoemd naar Anna Paulowna van Rusland, de gemalin van Koning Willem II.

## Geschiedenis
Het gebied waar de Anna Paulownapolder ligt was van de zevende tot en met de twaalfde eeuw al een landbouwgebied. Er volgde een periode van overstromingen waarna de streek verlaten werd. Na inpoldering van de Zijpe, in de 16e eeuw, werden langzaamaan ook andere gebieden in de Kop van Noord-Holland ingepolderd.
Pas in 1846 werd als laatste de Anna Paulownapolder drooggemaakt. In 1844 wordt de concessieaanvraag hiervoor goedgekeurd.:42 Bovendien verleent Koningin Anna Paulowna gelijktijdig toestemming om de polder naar haar te noemen. Onder de geldschieters waren de vooraanstaande Noord-Hollandse families Van Foreest, De Kat en Loopuyt, evenals koning Willem II. Op 24 december 1844 is opgericht  "De Maatschappij tot indijking van den Anna Paulownapolder". Als directeur werd benoemd Johan Carel de Leeuw van het Hoogheemraadschap van Rijnland en vanaf 1840 directeur Waterwerken bij de gemeente Amsterdam. De Leeuw had ook het plan voor de inpoldering gemaakt. Hij kreeg een jaarlijks traktement van ƒ4000 voor een periode van ten minste vijf jaar. Er is toen gelijktijdig opdracht gegeven aan de firma's Langeveld uit Sliedrecht, Hoogendoorn uit Hardinxveld en Lanser uit Zijpe op de drooglegging uit te voeren voor een bedrag van ƒ615.000.

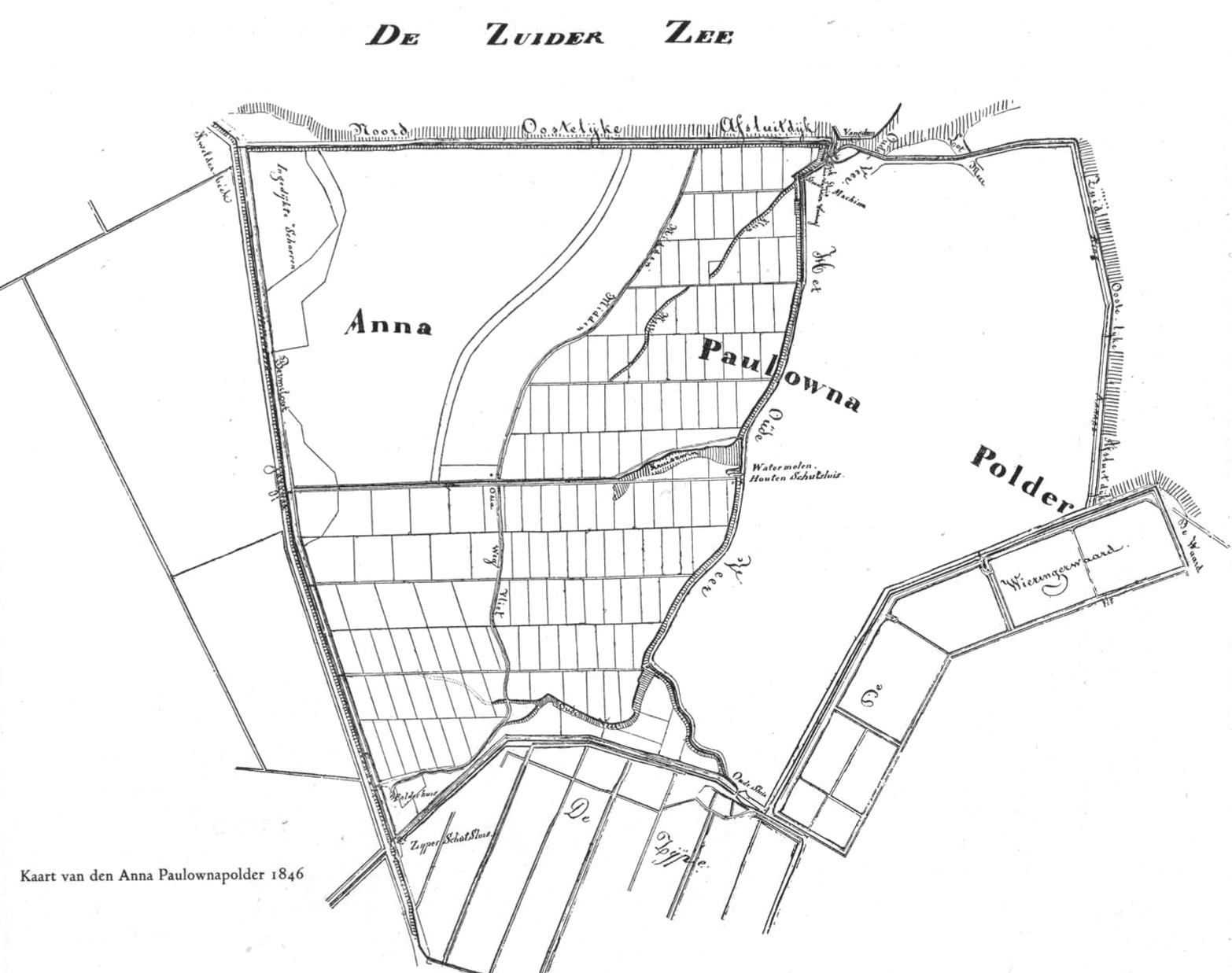
De Anna Paulownapolder in 1846. De niet ingevulde stukken waren toen nog niet uitgegeven, dit was slechte kwaliteit grond

Deze maatschappij  was geen succes, de grond in de polder bleek als landbouwgrond nauwelijks verkoopbaar. Volgens Bremer was de oorzaak hiervan het zoutgehalte van de grond die eeuwenlang door de zee was overspoeld. Het zou vele jaren duren voordat het zout uit de grond was verdwenen.  Het is de vraag of dit inderdaad zo was. Een groot deel van de polder bestond uit doorlatende zandgronden. Hierdoor ontstond zoute kwel vanuit de Zuiderzee. Daarbij kwam dat de zandgrond niet erg vruchtbaar was. De kosten die de maatschappij moest maken om het gebied in cultuur te brengen waren veel hoger dan van tevoren was ingeschat. Bovendien was er rond 1848 een periode van grote politieke onrust in Europa,  wat ook niet bevorderlijk was voor het aantrekken van extra financiering. De maatschappij was feitelijk in1846 failliet. Een deel van de uit Gelderland gekomen tuinders verdween weer snel, maar anderen hadden geen andere keus dan er het beste van te maken. Omdat hij zijn belegging ook zag verdwijnen, heeft hij met een aantal andere financiers van het eerste uur plannen gemaakt voor herfinanciering, versobering van de plannen om zo op termijn toch de investeringen terug te verdienen.Om dit te realiseren werd een vereniging opgericht van belanghebbenden, waaronder De Leeuw en enige ander investeerders. In februari 1846 werd door deze vereniging de Anna Paulowna Maatschappij opgericht, waarvan De Leeuw directeur werd met een lager traktement. De Leeuw gaf zijn baan op in Amsterdam en ging in Anna Paulowna wonen. Het ging langzaam beter met de polder. In het Algemeen Handelsblad van 1854  is er naar  aanleiding van het tweede jaarverslag van de maatschappij een artikel over de polder verschenen, waarin geconstateerd wordt dat der zeedijk lands de Zuiderzee toen op orde was. Dit was gelukt omdat in de winters van 1852 en 1853 mild waren geweest en daardoor konden de werken lang doorgaan. De stormen van het najaar van 1853 hebben daardoor geen schade aangericht. Voor het verkeer was inmiddels een brug aangelegd over de centrale vaart. Er zijn een aantal trekvaarten aangelegd. Bovendien was er voor de bemaling een extra windmolen gebouwd, zodat het stoomgemaal alleen bij heel zware regenval gebruikt hoefde te worden, hetgeen een besparing op de brandstofkosten leverde. Er wonen in 1854 720 mensen in de polder, er is een school (50 leerlingen) met onderwijzerswoning. Er is een kerk met pastorie, geheel uit giften betaald. Het probleem op dat moment is vooral het tekort aan arbeidskrachten en huisvesting voor deze arbeiders.
Landbouwkundig is het probleem dat de grond niet voldoende voedingsstoffen heeft, met name het zandig deel van de polder. Bemesting door vee is onvoldoende, omdat er niet genoeg vee is. Men probeert te bemesten met Amsterdams huisvuil en secreet mest, ook zijn proeven met guano. Dat was positief, maar te kostbaar. Men begint ook met de meekrap-cultuur. De veestapel bestaat vooral luit schapen (3600 stuks) omdat die goed tegen het zilte gras kunnen. Om schurft bij de schapen te bestrijden werden ze gewassen met tabakswater.
Het gebied van de nieuwe polder maakte deel uit van de gemeente Zijpe. Pas op 1 augustus 1870 werd de polder een aparte gemeente, met als naam Anna Paulowna. De burgemeester werd De Leeuw.

## De polder in 2020

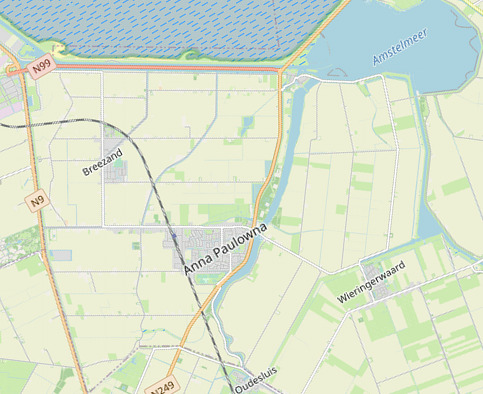
Kaart van de Anna Paulownapolder in 2023

In 2020 is de polder vooral een productiepolder met in het westen sinds 1910 de bloembollenteelt en in het oosten meer akker- en weideland. De polder heeft een heel eigen karakter door het contrast tussen de rechthoekige inrichting en de kronkelige wegen die de natuurlijke kreekruggen volgen. Veel oude kreken zijn drooggelegd, maar  het Oude Veer in de Anna Paulownapolder is door zijn natuurlijke vorm en maat herkenbaar tussen de rechtlijnige aandijkingen. Mede doordat de provinciale weg N249 het Oude Veer volgt, vormt deze kreek het meest in het oog springende ruimtelijke element in de polder. Het Oude Veer maakt onderdeel uit van een groter stelsel van waterlopen, de Waterspin, bestaande uit het Oude Veer, het Amstelmeer, het Waardkanaal, het Amstelmeerkanaal en het Balgzandkanaal.